# Testimony Two
Testimony Two è il quindicesimo album in studio del cantante statunitense Neal Morse, pubblicato il 23 maggio 2011 dalla Metal Blade Records e dalla Radiant Records.

## Tracce
Testi e musiche di Neal Morse.
CD 1
- Part Six

1. Mercy Street – 5:12
2. Overture No. 4 – 5:26
3. Time Changer – 6:08
4. Jayda – 6:05

- Part Seven

1. Nighttime Collectors – 4:26
2. Time Has Come Today – 4:55
3. Jesus' Blood – 5:27
4. The Truth Will Set You Free – 8:07

- Part Eight

1. Chance of a Lifetime – 7:02
2. Jesus Bring Me Home – 4:59
3. Road Dog Blues – 3:07
4. It's for You – 5:42
5. Crossing Over/Mercy Street Reprise – 11:46

CD 2
1. Absolute Beginner – 4:41
2. Supernatural – 6:12
3. Seeds of Gold – 25:59

DVD bonus nell'edizione speciale
1. The Making of Testimony 2 – 64:28

## Formazione
Musicisti
- Neal Morse – tastiera, chitarra, percussioni, voce
- Randy George – basso
- Mike Portnoy – batteria
- Matthew Ward – cori, pianto
- Debbie Bressee – cori
- April Zachary – cori
- Mark Pogue – cori
- Mita Pogue – cori
- Jim Hoke – sassofono
- Mark Leniger – sassofono solista
- Chris Carmichael – violino, viola e violoncello (CD 1)
- Paul Bielatowicz – assolo di chitarra (CD 1: tracce 2 e 12)
- Eric Brenton – assolo di violino elettrico (CD 1: traccia 3)
- Nick D'Virgilio – voce aggiuntiva (CD 1: traccia 3)
- Dave Meros – voce aggiuntiva (CD 1: traccia 3)
- Alan Morse – voce aggiuntiva (CD 1: traccia 3)
- Kenny Barnd – violino (CD 1: traccia 10)
- Steve Morse – assolo di chitarra (CD 2: traccia 3)

Produzione
- Neal Morse – produzione
- Rich Mouser – missaggio (CD 1)
- Jerry Guidroz – ingegneria parti di batteria, missaggio (CD 2)
- Ken Love – mastering